# Jack Sepkoski
Joseph John „Jack“ Sepkoski (* 26. Juli 1948 in Presque Isle, Maine; † 1. Mai 1999 in Chicago, Illinois) war ein US-amerikanischer Paläontologe.

## Leben
Sepkoski studierte an der University of Notre Dame, wo er 1970 seinen Bachelor-Abschluss magnum cum laude machte und wurde 1977 bei Stephen Jay Gould an der Harvard University in Geologie promoviert. Thema der Dissertation war die Geologie und Paläontologie der Black Hills in South Dakota. Ab 1974 lehrte er an der University of Rochester und ab 1978 an der University of Chicago, wo er 1982 Associate Professor und 1986 Professor wurde. Außerdem war er auch am Field Museum of Natural History in Chicago. Er starb an Herzversagen aufgrund hohen Blutdrucks in seinem Wohnsitz im Chicagoer Stadtteil Hyde Park.
Sepkoski stellte umfangreiche globale Listen von Familien und Gattungen der fossilen marinen Fauna auf mit dem Ziel, evolutionäre Muster zu identifizieren. 1981 fand er so aus der Analyse von 2800 Familien drei große Faunenklassen, die sich sukzessive in der Evolution ablösten: eine kambrische, dominiert von Trilobiten, eine paläozoische, dominiert von Brachiopoden (mit dem Höhepunkt im Ordovizium), und eine moderne Fauna, die nach dem Massenaussterben im Perm aufstieg und von Mollusken dominiert wird. Zusammen mit seinem Chicagoer Kollegen David M. Raup glaubte er einen Zyklus von 26 Millionen Jahren in den Aussterberaten entdeckt zu haben. Als Erklärungsversuch wurde die Nemesis-Hypothese aufgestellt.
1983 erhielt er den Charles Schuchert Award der Paleontological Society, deren Präsident er 1995 bis 1996 war. Er war auswärtiges Mitglied der polnischen Akademie der Wissenschaften. 1983 bis 1986 war er Mitherausgeber der Zeitschrift Paleobiology.
Er war verheiratet und hatte einen Sohn.
Der Asteroid (7173) Sepkoski ist nach ihm benannt.

## Schriften
- Raup, Sepkoski Mass extinctions in the fossile marine record, Science, Band 215, 1982, S. 1501, Abstract (statistische Unterstützung für vier grosse Massenaussterben im Ordovizium, Perm, Trias, Kreide)
- Raup, Sepkoski The role of extinction in evolution, Proc. Nat. Acad. Sci., Band 91, 1994, S. 6758, pdf
- A kinetic model of phanerozoic taxonomic diversity, Teil 1–3, Paleobiology, Band 4, 1978, S. 223–251, Band 5, 1979, S. 222–251, Band 10, 1984, S. 246–267
- Alpha, beta, gamma, or where does all the diversity go?, Paleobiology, Band 14, 1988, S. 221–234
- Patterns of Phanerozoic extinction: a perspective from global data bases. In O.H. Walliser (Hrsg.) Global Events and Event Stratigraphy, Springer Verlag, 1996, S. 35–51
- A compendium of fossil marine animal genera, Bulletins of American Paleontology, Band 364, 2002, Paleontological Research Institution, Ithaca (New York)
- mit Raup, Richard Bambach, James W. Valentine Phanerozoic marine diversity and the fossil record, Nature, Band 293, 1981, S. 435–437